# William Castle
William Castle (n. 24 aprilie 1914, New York City, New York, SUA – d. 31 mai 1977, Los Angeles, California, SUA) a fost un producător de film american, regizor de film, scenarist și actor.  

## Filmografie

### Ca regizor
- Coney Island (1939, scurtmetraj, documentar)
- Black Marketing (1943, scurtmetraj, documentar)
- Klondike Kate (1943)
- The Chance of a Lifetime (1943)
- The Whistler (1944)
- She's a Soldier Too (1944)
- When Strangers Marry (1944)
- The Mark of the Whistler (1944)
- Voice of the Whistler (1945)
- Crime Doctor's Warning (1945)
- Just Before Dawn (1946)
- Mysterious Intruder (1946)
- The Return of Rusty (1946)
- Crime Doctor's Man Hunt (1946)
- Crime Doctor's Gamble (1947)
- Texas, Brooklyn and Heaven (1948)
- The Gentleman from Nowhere (1948)
- Johnny Stool Pigeon (1949)
- Undertow (1949)
- It's a Small World (1950)
- The Fat Man (1951)
- Hollywood Story (1951)
- Cave of Outlaws (1951)
- Fort Ti (3-D) (1953)
- Serpent of the Nile (1953)
- Conquest of Cochise (1953)
- Slaves of Babylon (1953)
- Masterson of Kansas (1954)
- Charge of the Lancers (1954)
- The Battle of Rogue River (1954)
- The Iron Glove (1954)
- Jesse James vs. the Daltons (3-D) (1954)
- Drums of Tahiti (3-D) (1954)
- The Saracen Blade (1954)[10]
- The Law vs. Billy the Kid (1954)
- The Americano (1955)
- New Orleans Uncensored (1955)
- The Gun That Won the West (1955)
- Duel on the Mississippi (1955)
- The Houston Story (1956)
- Uranium Boom (1956)
- Macabre (1958)
- House on Haunted Hill (1959)
- The Tingler (1959)
- 13 Ghosts (1960)
- Homicidal (1961)
- Mr. Sardonicus (1961)
- Zotz! (1962)
- 13 Frightened Girls (1963)
- The Old Dark House (1963)
- Strait-Jacket (1964)
- The Night Walker (1964)
- I Saw What You Did (1965)
- Let's Kill Uncle (1966)
- The Busy Body (1967)
- The Spirit Is Willing (1967)
- Project X (1968)
- Shanks (1974)

### Ca producător
- The Lady From Shanghai (1947, producător asociat)
- Macabre (1958)
- House on Haunted Hill (1959)
- The Tingler (1959)
- 13 Ghosts (1960)
- Homicidal (1961)
- Mr. Sardonicus (1961)
- Zotz! (1962)
- 13 Frightened Girls (1963)
- The Old Dark House (1963)
- Strait-Jacket (1964)
- The Night Walker (1964)
- I Saw What You Did (1965)
- Let's Kill Uncle (1966)
- The Busy Body (1967)
- The Spirit Is Willing (1967)
- Project X (1968)
- Rosemary's Baby (1968)
- Riot (1969)
- Shanks (1974)
- Bug (1975)

### Ca scenarist
- North to the Klondike (1942, povestea)
- Dillinger (1945, nemenționat)
- Voice of the Whistler  (1945)
- The Lady From Shanghai (1947, nemenționat)
- It's a Small World (1950)
- The Plot Thickens (1963, film TV)
- Bug (1975)

### Ca actor
- When Love Is Young (1937) - Reporter (nemenționat)
- It Could Happen to You! (1937) - Dignified Reporter (nemenționat)
- The Man Who Cried Wolf (1937) - Customer at Box Office (nemenționat)
- The Lady in Question (1940) - Angry Juror #1 (nemenționat)
- He Stayed for Breakfast (1940) - Policeman (nemenționat)
- When Strangers Marry (1944) - Seen in Photograph Given to Police. (nemenționat)
- It's a Small World (1950) - Cop (nemenționat)
- Hollywood Story (1951) - Rolul său
- The Tingler (1959) - Prologue Himself - Host (nemenționat)
- A Christmas Festival (1959, TV movie) - The Cold Man
- 13 Ghosts (1960) - Himself
- Homicidal (1961) - Himself
- Mr. Sardonicus (1961) - Himself
- Let's Kill Uncle (1966) - Russell Harrison (in car wreck) (nemenționat)
- The Spirit Is Willing (1967) - Mr. Hymer (nemenționat)
- Rosemary's Baby (1968) - Man by Pay Phone (nemenționat)
- The Sex Symbol (1974, TV movie) - Jack P. Harper
- Shanks (1974) - Grocer
- Shampoo (1975) - Sid Roth
- Bug (1975) - (nemenționat)
- The Day of the Locust (1975) - Regizor (ultimul său film)

## Legături externe
- Site web oficial
- William Castle la Internet Movie Database
- en William Castle la Internet Broadway Database
- William Castle la Find a Grave

## Vezi și
- Listă de regizori de film - C
- Listă de regizori americani
- Dark Castle Entertainment